# JAM Project
JAM Project (от англ. "Japan Animationsong Makers" — создатели японской анимационной песни) — популярная японская супергруппа. Группа состоит из многих известных сэйю, они исполняют как и собственные песни (некоторые использовались как в саундтреках аниме-сериалов) так и перепевают песни из аниме в рок обработке.

## История

### Неофициальный период (с 1997 по 2000)
История группы начинается в 90-х. После успеха серии видеоигр Super Robot Taisen, где можно было управлять мехами из Gundam, Evangelion и Mazinger, компания First Smile профинансировала сборник под названием Robonation, состоящий их каверов на известные песни из этих аниме.
В записи сборника приняли участие сэйю MIO (Dunbine, L-Gaim, Gundam 0083, т.д.), Мицуко Хориэ (Voltes V, т.д.), Хиронобу Кагэяма (Dragon Ball Z, Saint Seiya и т. д.) и знаменитый Итиро Мидзуки. Сборник заработал большую популярность, и на её волне группа отыграла ещё ряд выступлений в 1997 году. Выступление прошло успешно. Спустя год вышла вторая часть Robonation, и также получил популярность. Но группа продолжила работать неофициально. Через некоторое время ещё один известный певец Исао Сасаки (Grendizer, Ginga Testsudô 999 и т. д.) спел открывающую композицию из Uchû Senkan Yamato, которую он исполнял также 20 лет назад. Много песен групп были из другого аниме, даже из сэнтай (Gavan, Sharivan, Spectroman, Kamen Rider, Ultraman и т. д.). В то же время, но ещё не официально, группа начала выступать под названием JAM Project.

### Официальный период (с 2000 по наше время)
За период с 2000 по 2008 год они выпустили множество синглов, альбомов и DVD. Группа не только записывала релизы, но и активно гастролировала. Во время тура World Flight 2008 они побывали по всему миру, в основном тур проходил в рамках аниме фестивалей.
JAM Project выступили на Otakon 2008, в Балтиморе, с 8 по 10 августа. Это было первое выступление группы в Америке, их состав был следующим: Хиронобу Кагэяма, Масааки Эндо, Рика Мацумото, Хироси Китадани, Масами Окуи и Ёсики Фукуяма. Апрельский сингл группы (2010 год), будет использоваться в новом сезоне «Трансформеры», а в июне группа выпустит ещё один альбом и отправится в новый тур.

## Состав

### Регулярные участники
- Хиронобу Кагэяма — Основатель
- Масааки Эндо — Основатель

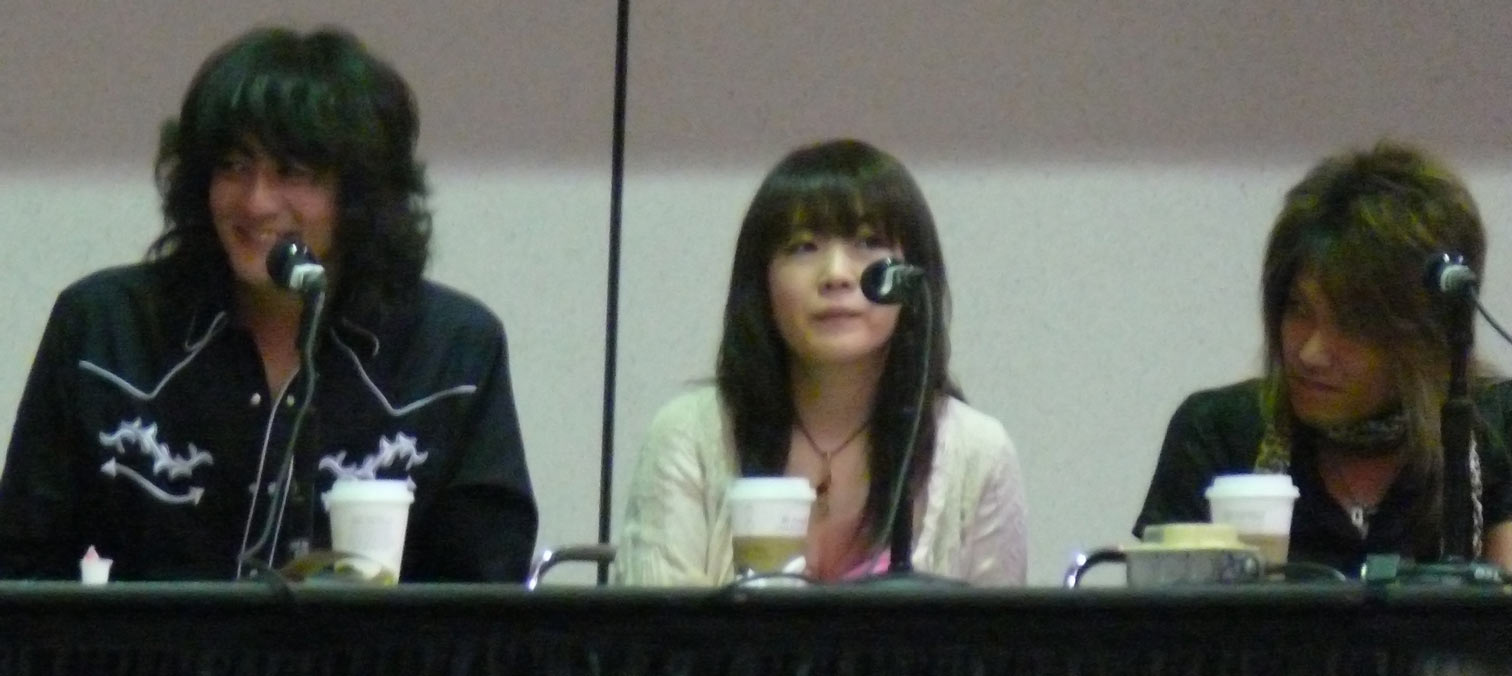
Фукуяма, Окуи и Китадани отвечают на вопросы американских фанатов на фестивале Otakon-2008

- Хироси Китадани — Присоединился в июне 2002
- Масами Окуи — Присоединилась в марте 2003
- Ёсики Фукуяма — присоединился в марте 2003

### Бывшие участники
- Эйдзо Сакамото